# Bassania salmonea
Bassania salmonea är en fjärilsart som beskrevs av Warren. Bassania salmonea ingår i släktet Bassania och familjen mätare. Inga underarter finns listade i Catalogue of Life.